# Воронино (Грязовецкий район)
Воронино — деревня в Грязовецком районе Вологодской области.
Входит в состав Комьянского муниципального образования, с точки зрения административно-территориального деления — в Комьянский сельсовет.
Расстояние по автодороге до районного центра Грязовца — 26,2 км, до центра муниципального образования Хорошево — 4,1 км. Ближайшие населённые пункты — Голубково, Сторонний Крутец, Волоцкой, Прокунино.
По переписи 2002 года население — 9 человек.